# Émile Brunet (peintre)
Pour les articles homonymes, voir Brunet et Émile Brunet.
 (janvier 2010).
Si vous disposez d'ouvrages ou d'articles de référence ou si vous connaissez des sites web de qualité traitant du thème abordé ici, merci de compléter l'article en donnant les références utiles à sa vérifiabilité et en les liant à la section « Notes et références ».
Émile Brunet dit aussi Émie Brunet, est un artiste peintre français, né le 30 août 1869 à Bordeaux et mort à Arès le 20 septembre 1943.

## Biographie
Émile Brunet, artiste peintre a été élève de l’École des Beaux-Arts de Bordeaux, où il obtint le prix des examens en loge, puis élève de l’École des beaux-arts de Paris, il fit partie de l’atelier de Gustave Moreau.
Revenu dans sa ville natale, il fut professeur, tout en se livrant à son art de peintre de chevalet et de décoration murale ; fut l’un des membres fondateurs de la Société l’Atelier (1905).
Exposant au Salon des artistes français, il présenta un tableau très remarqué : Sainte-Élisabeth de Hongrie (Le Miracle des roses) qui fut acheté par le Musée des beaux-arts de Bordeaux.
En 1912, la municipalité ouvrit un concours pour la réfection du plafond du Grand Théâtre de Bordeaux ; le jury attribua le premier prix à Émile Brunet. Par suite de diverses circonstances, l’œuvre de Brunet fut placée au Théâtre Français (aujourd'hui un cinéma), où l’on peut admirer sa belle technique, son coloris distingué et son style idéalement conforme au modèle du XVIIIe siècle. Déçus par "l’expulsion de son œuvre" il fit quelque reproduction "miniature" du plafond du Grand Théâtre de Bordeaux pour quelque particuliers.
Parlant peu, esprit méditatif, Émile Brunet ne se liait pas facilement, mais quand il avait donné son amitié, elle était profonde, sûre.
Émile Brunet intervient dans la décoration de l'Hôtel Frugès à Bordeaux. Il y réalisa deux panneaux allégoriques dans la grande chambre Les songes à la tête du lit et Lever du jour au-dessus de la commode.
Il a sa place parmi les grands peintres modernes, à côté de ses condisciples Georges Rouault, Henri Matisse, Albert Marquet et George Desvallières. Comme eux, Brunet ne fut pas toujours compris, et il est encore mal connu, en dépit de multiples expositions et rétrospectives de ses œuvres.
Dans son style, on sent l’influence de Gustave Moreau, pour lequel il professait une grande admiration. Le critique d’art Yves Jubert, parlant de son talent, a pu dire qu’il était, comme celui d’Odilon Redon, « un peu hermétique ». La contexture de ses œuvres tourne autour de thèmes et méditations à la manière des peintures byzantines, avec lesquelles son procédé de peintre n’est souvent pas sans analogie. 
En 1938, de jeunes peintres de tendance fauviste, réunis dans le groupe des Indépendants bordelais, voulurent rendre hommage tant à Émile Brunet qu’à Odilon Redon et lui offrirent une place d’honneur dans leur Salon annuel, avec une rétrospective d’une trentaine de ses toiles.
Parmi ses œuvres, dont beaucoup font partie de collections particulières, on peut citer un triptyque représentant des scènes de la vie de saint Antoine de Padoue (église St-Paul à Bordeaux) et un chemin de croix que l’on peut voir à l’église Sainte-Geneviève à Bordeaux. Sa toile Une femme au bord d’un lac, est entrée au Musée de Bordeaux en 1947.